# Коруши (Агиар-да-Бейра)
Коруше (порт. Coruche) — район (фрегезия) в Португалии, входит в округ Гуарда. Является составной частью муниципалитета Агиар-да-Бейра. Находится в составе крупной городской агломерации Большое Визеу. 
По старому административному делению входил в провинцию Бейра-Алта. Входит в экономико-статистический субрегион Дан-Лафойнш, который входит в Центральный регион. Население составляет 208 человек на 2001 год. Занимает площадь 8,57 км².